# Lindsaea napaea
Lindsaea napaea är en ormbunkeart som beskrevs av Cornelis Rugier Willem Karel van Alderwerelt van Rosenburgh. Lindsaea napaea ingår i släktet Lindsaea och familjen Lindsaeaceae. Inga underarter finns listade.